# Gerhard Geisen
Gerhard Geisen (* 1. September 1941 in Wiebelskirchen) ist ein deutscher Politiker (SPD).
Nach seinem Abitur im Jahr 1961 absolvierte Geisen den Wehrdienst und studierte von 1962 bis 1965 Wirtschaftswissenschaften an der Universität des Saarlandes. Danach nahm er das Studium an der Comenius-Hochschule, einer pädagogischen Hochschule in Saarbrücken, auf und legte im Jahr 1968 das erste sowie im Jahr 1971 das zweite Lehrerexamen ab. In den Jahren 1968 bis 1970 war er in Dirmingen und anschließend an der Hauptschule Wiebelskirchen als Lehrer tätig.
Der SPD gehört Geisen seit 1968 an. Von 1982 bis 2007 war er Vorsitzender des Ortsvereins in Wiebelskirchen. Er war über mehrere Jahre Mitglied im Wiebelskircher Ortsrat sowie im Stadtrat von Neunkirchen. 1990 wurde er in den Landtag des Saarlandes gewählt, dessen Mitglied er ohne Unterbrechung bis 2004 war. Für seine kommunalpolitische Arbeit wurde ihm 2006 die Freiherr-vom-Stein-Medaille verliehen, außerdem wurde er 2007 von der SPD mit der Willy-Brandt-Medaille ausgezeichnet. 2009 wurde er zudem mit dem Verdienstorden des Saarlandes ausgezeichnet. 
Geisen ist verheiratet und hat ein Kind. Privat engagiert er sich für den TuS Wiebelskirchen, dessen Gesamtvereins-Präsident er seit 2002 ist.